# Keresd
Keresd (románul Criș, németül Kreisch): falu Romániában Maros megyében. Közigazgatásilag Dános községhez tartozik.

## Fekvése
Segesvártól 12 km-re délnyugatra a Keresdi- (vagy Dános-) patak partján
fekszik.

## Története
Keresd nevét az oklevelek 1305-ben említették először Keresd néven, mint a Becsegergely nemzetség tagjainak birtokát.
Keresd birtokán 1305-ben az e nemzetségből származó Apa fiai és Miklós fia Gergely osztozott meg. Az osztozáskor Keresd Apa-fi Gergelynek jutott.
Itt székelt az erdélyi püspökség alá tartozó hét szász dékánátus (káptalan) egyike is. A keresdi dékán alá tartozott többek között Almakerék és Bese papja is, kiket 1309-ben Gentilis bíboros kiközösített.
1367-ben I. Lajos király oklevele Keresdet már Bethlen-birtokként említette.
Várkastélyának alapjait a 15. század közepén Miklós fia Márk rakta le. 1559-ben bővítették és régi részeit is átalakították. 1675-ben Bethlen Elek emelte erődítéseit. Bethlen Elek (1643–1696.XI.3) itt írta meg Bethlen Farkas Erdélyi történetét is. Bethlen Elek nyomdát állíttatott fel Keresden, hogy kinyomtassa Bethlen Farkas történeti művét. A mű kinyomtatását 1684-ben elkezdték ugyan, de csak részben készült el, Thököly Imre 1690-es beütésekor példányai megsemmisültek.
Keresd végig a Bethlen család birtoka volt, a század elején még lakták, majd a két világháború között elhagyták, azóta fokozatosan pusztul, de helyreállítása megkezdődött.
A falunak 1910-ben 1343, német, román, cigány és magyar lakosa volt. A trianoni békeszerződésig Nagy-Küküllő vármegye Segesvári járásához tartozott. 1992-ben 684 lakosából 388 román, 157 szász, 110 cigány, 32 magyar.
2014-ben az erdélyi Bethlen család örökösei a keresdi várkastélyt a Dévai Szent Ferenc Alapítvány használatába adták ötven évre. A kastélyban a tervek szerint az alapítvány képzési és nevelési központja jön majd létre.

## Látnivalók
- Bethlen-kastély

A Dános-patak partján a dombok közt elrejtve áll négyszög alaprajzú várkastélya elhanyagolt állapotban. A négy bástya közül már csak kettő áll. A kastély a Bethlen család rezidenciája volt, amely reneszánsz stílusban épült 1400 előtt. 1949 márciusában államosították és a bukaresti kulturális minisztérium hatáskörébe rendelték.